# Полярна комірка
Полярна комірка, полярний вихор — елемент циркуляції земної атмосфери у приполярних районах Землі, що має вигляд приповерхневого вихру, який закручується на захід виходячі з полюсів, та висотного вихру, що зкручується до сходу.

## Механізм
Це досить проста циркуляційна система, рушійною силу якої є різниця у нагріві земної поверхні біля полюсів та на помірніших широтах. Хоча в районі полярного фронту близько 60 градусів південної та північної широт повітря холодніше і сухіше, ніж у тропіках, але воно все ще достатньо тепле, щоб утворити конвекційний потік. Циркуляція повітря обмежене тропосферою, тобто шаром від поверхні до висоти близько 8 км. Тепліше повітря піднімається на нижчих широтах і рухається до полюсів у верхніх шарах тропосфери. Досягаючи полюсів, повітря охолоджується та опускається, утворюючи зону високого тиску — полярний антициклон. Приповерхневе повітря рухається між зоною високого тиску полярного антициклону і зоною низького тиску полярного фронту, відхиляючись на захід під дією сили Коріоліса, в результаті чого біля поверхні формуються східні вітри — східні вітри полярних районів, що оточують полюс у вигляді вихру.
Потік повітря від полюсів утворює дуже довгі хвилі — хвилі Россбі, які грають важливу роль у визначенні шляху висотного струменевого потоку у верхній частині комірки Феррела, циркуляційної комірки, що знаходиться на нижчих широтах.

## Сезонні та географічні особливості
Полярна комірка найчіткіше виражена узимку, коли температурний градієнт найбільший, та зменшується або навіть зникає улітку. Антарктична полярна комірка загалом виражена чіткіше за арктичну через менший вплив суші на периферії та менш виражені хвилі Россбі, що впливають на руйнування комірки в Арктиці. Раптове руйнування полярної комірки відоме як «раптове стратосферне потепління», при якому верхні шари атмосфери можуть нагрітися на 30-50 градусів за кілька днів.
Загалом арктийна комірка витягнута та має два центри — над Баффіновою Землею (улітку зсувається до Берингова моря) та над північно-східним Сибіром, остання зона відома як Азійський антициклон. У рідких випадках антициклон може просунутися значно південніше, як це трапилося над Північною Америкою в 1985 році, приводячи до рекордно низьких значень температури.

## Виснаження озону
Хімічний склад полярних комірок, особливо чіткіше вираженої антарктичної комірки, приводить до виснаження озону в стратосфері та утворенню озонових дір. Азотна кислота у полярних перламутрових хмарах реагує з фреонами та деякими іншими сполуками з утворенням іонів хлору та брому, що каталізують фотохімічне руйнування озону. Подібні хмари ефективно формуються лише за умовами температур до −80 °C, які рідко досягаються в Арктиці, що пояснює менші масштаби виснаження озону в цій зоні. Концентрації хлору зростають узимку, через що найменші концентрації озону досягаються навесні, коли до полярних районів повертається сонячне світло.

## Екстремальні зміни в полярній комірці
Свіжі дослідження даних вимірювань супутника ADM-Aeolus ЄКА засвідчують: з середини грудня 2020 року полярний вихор сильно ослаб.
Зимовий полярний стратосферний вихор зазнає руйнування зі зверненням зональної циркуляції на літній період, яке настає навесні (фінальне стратосферне потепління), чим  суттєво відрізняється від події тимчасового стратосферного потепління.